# Надвода
Надвода (хорв. Nadvoda) — населений пункт у Хорватії, у Задарській жупанії у складі міста Оброваць.

## Населення
Населення за даними перепису 2011 року становило 170 осіб.
Динаміка чисельності населення поселення:

## Клімат
Середня річна температура становить 13,13 °C, середня максимальна – 27,37 °C, а середня мінімальна – -1,16 °C. Середня річна кількість опадів – 964 мм.
| Клімат поселення                              | Клімат поселення | Клімат поселення | Клімат поселення | Клімат поселення | Клімат поселення | Клімат поселення | Клімат поселення | Клімат поселення | Клімат поселення | Клімат поселення | Клімат поселення | Клімат поселення | Клімат поселення |
| Показник                                      | Січ.             | Лют.             | Бер.             | Квіт.            | Трав.            | Черв.            | Лип.             | Серп.            | Вер.             | Жовт.            | Лист.            | Груд.            |                  |
| Середній максимум, °C                         | 8,92             | 9,96             | 13,06            | 16,64            | 21,38            | 25,19            | 27,37            | 27,14            | 22,71            | 17,99            | 12,61            | 9,42             |                  |
| Середня температура, °C                       | 3,88             | 4,93             | 8,02             | 11,60            | 16,34            | 20,15            | 23,27            | 23,03            | 18,62            | 13,90            | 8,50             | 5,32             |                  |
| Середній мінімум, °C                          | −1,16            | −0,12            | 2,98             | 6,56             | 11,31            | 15,12            | 19,17            | 18,93            | 14,50            | 9,79             | 4,40             | 1,22             |                  |
| Норма опадів, мм                              | 76               | 72               | 76               | 83               | 74               | 68               | 47               | 59               | 95               | 103              | 115              | 96               |                  |
| Середньомісячна швидкість вітру, м/с          | 1.94             | 2.12             | 2.34             | 2.32             | 2.04             | 1.84             | 1.88             | 1.72             | 1.82             | 1.85             | 2.16             | 2.15             |                  |
| Середньомісячна сонячна радіація, кДж/м²·день | 5030             | 7717             | 11355            | 16002            | 19972            | 22440            | 24068            | 21002            | 15524            | 9949             | 5415             | 4263             |                  |
| --------------------------------------------- | ---------------- | ---------------- | ---------------- | ---------------- | ---------------- | ---------------- | ---------------- | ---------------- | ---------------- | ---------------- | ---------------- | ---------------- | ---------------- |
| Джерело:                                      |                  |                  |                  |                  |                  |                  |                  |                  |                  |                  |                  |                  |                  |